# Frédéric Chaslin
Frédéric Chaslin (Parigi, 1963) è un direttore d'orchestra, compositore e pianista francese.
È direttore musicale della Jerusalem Symphony Orchestra.

## Biografia
Studia presso il Conservatoire de Paris, dove vince il primo premio in armonia, classe di Roger Boutry, in contrappunto, classe di J.C. Henry, accompagnamento di pianoforte, classe di J.Koerner, direzione del canto S.Zapolsky, orchestrazione, classe di S.Nigg, poi al Mozarteum di Salisburgo, dove si laurea nella classe per accompagnare, nel 1981, il canto di Paul von Schilawsky.
Viene nominato assistente di Daniel Barenboim all'Orchestre de Paris, al Festival di Bayreuth e nell'orchestra di Pierre Boulez, all'Ensemble InterContemporain. Nel 1991, viene nominato direttore musicale della Opéra de Rouen, nel 1999, dell'Orchestra Sinfonica di Gerusalemme, infine, nel 2005, presso il Nationaltheater Mannheim.
Nel 1997 debutta al Wiener Staatsoper dirigendo I puritani con Gregory Kunde e Carlos Álvarez e all'Opéra National de Paris con Carmen con Neil Shicoff e Angela Gheorghiu.
Nel 1998 a Parigi dirige Manon (Massenet) con Marcello Giordani, Michel Sénéchal e Patricia Petibon.
Dal 1999 al 2005, è direttore residente dell'orchestra dello Staatsoper di Vienna dove nel 1999 dirige Ernani con Shicoff, Alvarez, Roberto Scandiuzzi e Maria Guleghina, Mefistofele (opera) e Stiffelio con Renato Bruson, nel 2000 L'italiana in Algeri con Simone Alaimo, Macbeth (opera) con Leo Nucci e Mara Zampieri e Lucia di Lammermoor con Franco Vassallo e Inva Mula, nel 2001 Les contes d'Hoffmann con la Mula, Angelika Kirchschlager e James Morris, La traviata e Guglielmo Tell (opera) con Michele Pertusi e Kunde e nel 2002 Roberto Devereux con Edita Gruberová e Bruson e Tosca (opera) con Daniela Dessì e Ruggero Raimondi.
Nel 2003 a Vienna dirige Il barbiere di Siviglia (Rossini) con Stefania Bonfadelli, La bohème con Ramón Vargas e L'elisir d'amore con Massimo Giordano (tenore) e debutta al Metropolitan Opera House di New York dirigendo Il trovatore.
Nel 2004 al Metropolitan dirige I vespri siciliani con Nucci e Samuel Ramey e Les Contes d'Hoffmann con Vargas, Aleksandra Kurzak e Morris.
Ogni anno conduce, dal 1997, la Deutsche Oper di Berlino, la Metropolitan Opera di New York, così come le principali orchestre sinfoniche, tra cui, dal maggio 2007, la Philharmonica di Londra, l'Orchestre de Paris, l'Orchestra Sinfonica e la Filarmonica di Vienna, dal 1999 l'orchestra di Torino, dal 1997 l'orchestra dell'Opera di Roma, Nel 1994, 1999, 2005, Venezia, poi Barcellona, Praga, Monaco di Baviera, Tokyo, nel 2007, Nagoya, e infine, nel 2010, la Santa Fe Opera.
Nel 2008 al Met dirige Il barbiere di Siviglia con Vassallo, Elīna Garanča e Bruno Praticò e La bohème con Vargas, arrivando a 48 recite fino al 2009.
Nell'ottobre 2010, debutta alla Milano Musicale con l'orchestra della Filarmonica della Scala e nell'aprile 2011, per un concerto sinfonico, al Teatro Comunale, dove torna nel marzo 2016 per una nuova conduzione della Carmen di Georges Bizet.
Sempre a Vienna, nel 2010 dirige La Juive con Shicoff e nel 2011 Werther (opera) con Jonas Kaufmann.
Per il Grand Théâtre di Ginevra nel 2012 dirige Manon (Massenet) con Diana Damrau e nel 2013 Sigurd di Ernest Reyer con Anna Caterina Antonacci.
Nel 2014 a Vienna dirige Manon con la Mula. 
Nel 2015 a Tel Aviv dirige La rondine con la Gheorghiu, all'Opéra de Nice La juive con Scandiuzzi e al Teatro Michajlovskij di San Pietroburgo Il barbiere di Siviglia.
Nel 2016 a Vienna dirige Don Pasquale con Pertusi, al Teatro Comunale di Bologna Carmen, a Mascate Werther con Stefano Secco, a Tulsa Les Pêcheurs de perles e al Semperoper di Dresda Les contes d'Hoffmann.
Nell'ottobre 2001, allo Staatsoper, con la Filarmonica di Vienna, suona come pianista la Sinfonia nº 5°di Beethoven, e il concerto in sol maggione di Ravel. Nel 2007 a Trieste e nel 2011 a Leeds ripete la sua esibizione.
In Italia, dirigerà la nuova produzione di Aida a Bologna nel novembre 2017. 
Come compositore, scrive sette opere: il brano "Diva Dance", per la colonna sonora del film Il quinto elemento, e molte altre canzoni, tra le quali un Lieder per pianoforte e orchestra, "Cime tempestose", su libretto di P.H. Fisher,. La sua ultima opera, "The Dead Loving" di Théophile Gautier, sempre su libretto di P.H. Fisher, sarà presto prodotta dalla New Israeli Opera. Chaslin ha composto molti brani per orchestra, tra cui "Dance Gypsy" suonata in anteprima mondiale al Teatro Colon di Buenos Aires, e diversi cicli di canzoni per mezzosoprano e baritono, dal grande poeta statunitense Robert Frost. Ha scritto anche un libro, "La musica in ogni senso", pubblicato da France-Empire, tradotto in tedesco per Böhlau Verlag, Vienna..